# Судзукі Кіїцу
Судзукі Кіїцу (1795/1796 —16 жовтня 1858) — японський художник періоду Едо, представник художньої школи Рін. Творчість отримало нову хвилю популярності 2008 року, що призвело до організації низки великих виставок робіт цього художника протягом 2016—2017 років в Токіо, Хіого і Кіото

## Життєпис
Походження достеменно невідоме: за одними відомостями належав до стану самураїв, за іншими — до фарбувальників. Ці суперечності намагаються розв'язати наступним трактуванням раннього життя митця: Кіїцу належав до виробників фарб, зокрема винахідників фарби мурасакі (вид пурпуру) з провінції Омі. Надалі опинився в родині самураїв Сакаї, тому Кіїцу зараховувалися до самурайського роду.
Народився в 1795 або 1796 році в Едо. Був учнем відомого художника Сакаї Хоїцу. Після раптової смерті учня останнього Судзукі Рейтан оженився на його сестрі, взявши прізвище Судзукі.
У 1828 році після смерті вчителя не зміг очолити школу Рін в Едо. У 1833 році відправився до кіото, девчився у тамтешніх майстрів живопису, насамперед школи Тоса. У 1841—1846 роках відтворив і опублікував книгу про Огата Коріна — «Корін Хякузу», яку ще 1815 року створив Сакаї Хоїцу. З цього часу беретворче натхнення з робіт Огата Коріни.
Мав декількох учнів, серед яких був власний син Судзукі Сюїцу. Деякі мистецтвознавці називають їх творчість школою Кіїцу. Помер у 1858 році, ймовірно під час епідемії холери.

## Творчість
Досконало копіював роботи Сакаї Хоїцу. З плином часу художник виробив свій власний стиль. Роботам Судзукі притаманний декоративний стиль, але з 1800 року вони стали більш натуралістичними, але їх дизайн залишився пласким і формалізованим. Став відомий завдяки розпису японських ширм (бьобу). Часто його роботи були інтерпретаціями відомих робіт на ширмах інших представників школи Рін. В цьому стилі створено «Ширма зі зграєю журавлів». Чудовими є також ширми із зображенням хризантем. Проте, найпопулярнішими стали його власні твори, зокрема «Іпомеї» і «Гірський потік влітку і восени». Втім тривалий час його картини вважалася вульгарними і суто описовими, він довго залишався нежостатньо оціненим і нехтуваним істориками японського мистецтва.
Він також малює моделі гравіювання (хансіта).